# Quiver (band)
Quiver was een Britse muziekgroep uit begin jaren 70. De groep stond onder contract bij Warner Music Group en leverde twee studioalbums af. Quiver was het rockgedeelte van Sutherland Brothers en Quiver; de Sutherland Brothers, Iain en Gavin, brachten het folkgedeelte in. Samensmelting was nodig vanwege een tournee die Sutherland Brothers kon houden met Elton John (de Yellow Brick Road-tour). Na de samensmelting van de bands vertrokken steeds meer Quiver-leden, maar ze kwamen redelijk goed terecht:
- Tim Renwick met onder andere Al Stewart en Pink Floyd;
- Peter Wood, eveneens met Al Stewart (ten tijde van Year of the cat);
- Cal Batchelor, ook Al Stewart, Iain Matthews en Kevin Ayers;
- Willie Wilson, David Gilmour en Pink Floyd;
- Bruce Thomas bij Elvis Costello.

De aparte band maakte weinig indruk; hij komt niet als apart lemma voor in OOR's Pop-encyclopedie.

## Discografie
- 1971: Quiver
- 1972: Gone in the Morning

## NPO Radio 2 Top 2000
| Nummer met noteringen in de NPO Radio 2 Top 2000 | '99  | '00  | '01  | '02  | '03  | '04  | '05  | '06  | '07  | '08  |
| ------------------------------------------------ | ---- | ---- | ---- | ---- | ---- | ---- | ---- | ---- | ---- | ---- |
| Arms of Mary (met Sutherland Brothers)           | 1091 | 1244 | 1087 | 1499 | 1516 | 1910 | 1543 | 1867 | 1876 | 1697 |

1. ↑  Een vetgedrukt getal geeft de hoogste notering aan.
2. ↑  Deze tabel is bijgewerkt tot en met de laatste editie (2024).